# Mètode dels loci

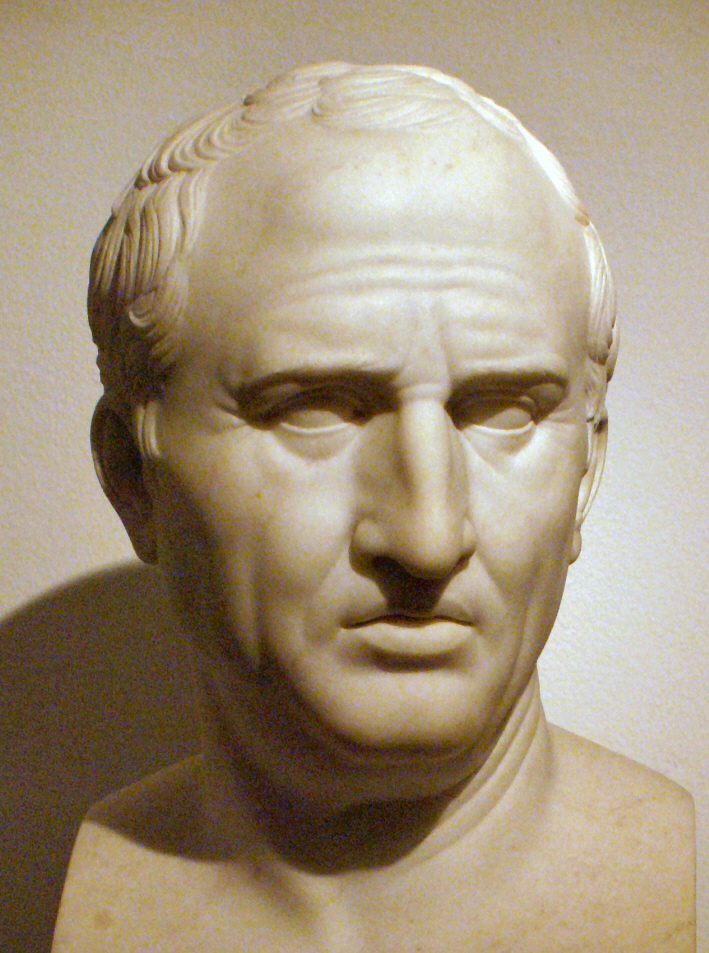
Ciceró va tractar sobre el mètode dels loci al seu De Oratore.

El mètode dels loci, també anomenat palau de la memòria, és un mètode mnemotècnic que s'utilitza per entrenar la memòria humana. Molts campions del concurs de memòria informen que utilitzen aquesta tècnica per recordar cares, dígits i llistes de paraules.
El mètode consisteix a imaginar un itinerari compost d'un cert nombre de llocs en un entorn familiar (per exemple, imaginar un recorregut per una casa on la persona hagi viscut), i imaginar els conceptes que es vol recordar com a objectes dins de l'itinerari imaginat. Per exemple, si es vol recordar una llista de productes per comprar al supermercat, podeu imaginar aquests productes en un o més llocs de la casa imaginada; una vegada al supermercat, es pot recuperar la llista en recórrer imaginàriament la casa i visualitzant els objectes "col·locats" allà anteriorment.

## Origen
El terme loci és una paraula llatina, que significa "dels llocs" i és el nom que li va donar Ciceró, el qual el feia servir per memoritzar els discursos que donaria davant el Senat Romà. No obstant això la tècnica la va aprendre del poeta grec Simónides de Ceos (Yulis, illa jònica de Ceos, ca. 556 a. C. - Siracusa, ca. 468 a. C.), del qual es va fer famosa la següent anècdota. Simónides va ser convidat a sopar a casa d'un ric, anomenat Scopas, el qual li havia encarregat que compongués un poema en honor seu per amenitzar la vetllada. Després d'escoltar el poema, Scopas es va queixar que en els seus versos havia nomenat més vegades uns herois de la mitologia anomenats Dioscuros que ell mateix. Dit això li va pagar la meitat del que havia promès i li va demanar que se n'anés a demanar la resta dels diners als esmentats herois. Després de sortir hi va haver un terratrèmol, la casa de Scopas va quedar derruïda i els convidats van morir al seu interior. Durant els treballs de runa van trucar a Simònides perquè identifiqués els cossos dels morts i ell va aconseguir fer-ho, encara que no pels seus rostres, que havien quedat molt desfigurats, sinó perquè era capaç de recordar el lloc exacte on cadascú estava assegut al banquet.
Segons s'expliquen en el món de la psicòlegs sobre el funcionament de la memòria, es recorden les coses associades a una imatge d'entorn o associades a emocions, per això els fets sorprenents o impactants són més fàcils de recordar que d'altres, a més a més si som capaç de recordar el lloc on ha tingut lloc una experiència podrem també recordar la resta de detalls. Pel que sembla, l'ordre espacial influeix determinantment, per a quest motiu, alguns autors en diuen "mètode del mapa espacial".

## Descripció
Aquest mètode és un dispositiu mnemotècnic adoptat en els antics tractats de retòrica romana i grega (a l'anònim Rhetorica ad Herennium, De Oratore de Ciceró i Institutio Oratoria de Quintilià). El terme es troba molt sovint en treballs especialitzats sobre psicologia, neurobiologia i memòria, encara que s'utilitzava de la mateixa manera general almenys des de la primera meitat del segle xix en obres sobre retòrica, lògica i filosofia. John O'Keefe i Lynn Nadel es refereixen a:
... "el mètode dels loci", una tècnica imaginaria coneguda pels antics grecs i romans i descrita per Yates (1966) al seu llibre L'art de la memòria així com per Luria (1969). En aquesta tècnica el subjecte memoritza el traçat d'algun edifici, o la disposició de les botigues en un carrer, o qualsevol entitat geogràfica que estigui composta per una sèrie de llocs discrets. Quan vol recordar un conjunt d'ítems, el subjecte "camina" per aquests loci en la seva imaginació i compromet un element amb cadascun formant una imatge entre l'ítem i qualsevol característica d'aquest lloc. La recuperació d'elements s'aconsegueix "caminant" pels loci, permetent que aquest últim activi els elements desitjats. L'eficàcia d'aquesta tècnica està ben establerta (Ross i Lawrence 1968, Crovitz 1969, 1971, Briggs, Hawkins i Crovitz 1970, Lea 1975), així com la mínima interferència observada amb el seu ús.
Els elements que cal recordar en aquest sistema mnemotècnic estan associats mentalment amb ubicacions físiques específiques. El mètode es basa en les relacions espacials memoritzades per establir l'ordre i recordar el contingut memorial. També es coneix com el "Mètode del viatge", utilitzat per emmagatzemar llistes d'elements relacionats, o la tècnica de la "habitació romana", que és més eficaç per emmagatzemar informació no relacionada.

## Ús del mètode
Els monjos medievals feien servir aquest mètode per memoritzar la Bíblia i els seus versets, per poder citar-los després. Segons la historiadora Frances Yates, durant l'Edat Mitjana aquest saber va ser estudiat en dos llibres que van ser cridats la Primera i Segona Retòriques de Tuli. Yates explica a The Art of Memory que el primer d'aquests llibres era en realitat el De inventione de Marco Tulio Ciceró, mentre que el segon era un escrit d'autor desconegut originalment titulat Ad Herennium. Tomàs d'Aquino va ser un dels que el va popularitzar com a mètode d'estudi, a més de citar-lo com a part de la prudència i recomanar-ne l'ús per meditar i assolir la pietat. El jesuïta Matteo Ricci va fer servir el mètode amb l'objectiu d'introduir el cristianisme a la Xina i ho va esmentar en un tractat donant-li el nom de palau de la memòria. Quintilià i Giordano Bruno van utilitzar una variant d'aquesta tècnica en què els llocs de referència eren els signes del zodíac. Es tractava d'un mètode molt elaborat que feia servir la descripció del món en cercles concèntrics que havia fet Ramon Llull. El 1584 van sorgir detractors del mètode a Anglaterra, on els puritans el van qualificar d'impiu, ja que per afavorir la memorització es recorria a imatges absurdes i obscenes. Erasme de Rotterdam es va unir a aquest corrent de crítiques. Durant el segle xix, després d'haver estat relegat a l'abandó, el mètode va ser redescobert per diversos autors. Als Estats Units d'Amèrica es va crear un concurs de memòria el 1991 i els guanyadors van confessar fer servir aquesta tècnica.
En l'actualitat, aquest mètode s'usa amb èxit per ajudar pacients amb depressió.

## A la televisió
- Sherlock Holmes (Benedict Cumberbatch) a la sèrie Sherlock utilitza repetidament aquest mètode per recordar discursos, objectes o esdeveniments succeïts amb anterioritat.
- Patrick Jane (Simon Baker) parla d'aquest mètode, sota el nom de "Palau de la memòria" en diversos episodis de The Mentalist .
- Hannibal Lecter, utilitza el mètode. Interpretat primer per Anthony Hopkins a la pel·lícula The Silence of the Lambs, i després per Mads Mikkelsen a la sèrie Hannibal utilitza el mètode.
- A la sèrie de televisió finlandesa Bordertown Kari Sorjonen, el detectiu protagonista, utilitza aquest mètode per resoldre els casos.